# آية الحجاب

موضع آية الحجاب باللون الأخضر، والموضع الآخر المرجوح باللون الأصفر

آية الحجاب هي الآية الثالثة والخمسون من سورة الأحزاب، ذُكرَ فيها لفظ الحجاب لزوجات الرسول محمد في موضع «وإذا سألتموهن متاعاً فاسألوهن من وراء حجاب» والمقصود بالضمير «هنّ» زوجات الرسول، ومعنى الحجاب «السِّتْرُ المُرَخى عَلى بابِ البَيْتِ»، وذُكرت آراء أن آية الحجاب هي التاسعة والخمسون من سورة الأحزاب نفسها «يا أيها النبي قل لأزواجك وبناتك ونساء المؤمنين يدنين عليهنّ من جلابيبهن» وفي العصر الحديث صار اسم آية الحجاب يُستعمل أحياناً لآية «يدنين عليهن من جلابيبهن». قال مقبل الوادعي «وأقول في كون المراد بآية الحجاب قوله {يُدْنِينَ عَلَيْهِنَّ مِنْ جَلابِيبِهِنَّ} نظر. إذ قد صرحت الروايات في شأن قصة زينب بنزول قوله {يَا أَيُّهَا الَّذِينَ آمَنُوا لا تَدْخُلُوا بُيُوتَ النَّبِيِّ} الآية وفي شأن قول عمر عند الطبري ج12. ص40 فأنزل الله آية الحجاب قال الله {يَا أَيُّهَا الَّذِينَ آمَنُوا لا تَدْخُلُوا}».

## الاسم في الأحاديث
قال البخاري: حَدَّثَنَا خَلَّادُ بْنُ يَحْيَى حَدَّثَنَا عِيسَى بْنُ طَهْمَانَ قَالَ سَمِعْتُ أَنَسَ بْنَ مَالِكٍ رَضِيَ اللَّهُ عَنْهُ يَقُولُ نَزَلَتْ آيَةُ الْحِجَابِ فِي زَيْنَبَ بِنْتِ جَحْشٍ وَأَطْعَمَ عَلَيْهَا يَوْمَئِذٍ خُبْزًا وَلَحْمًا وَكَانَتْ تَفْخَرُ عَلَى نِسَاءِ النَّبِيِّ - صلى الله عليه وسلم - وَكَانَتْ تَقُولُ إِنَّ اللَّهَ أَنْكَحَنِي فِي السَّمَاءِ".

### سبب النزول
قال البخاري: حدثنا مسدد، عن يحيى، عن حميد، أن أنس بن مالك قال: قال عمر بن الخطاب: يا رسول الله، يدخل عليك البرُّ والفاجرُ، فلو أمرت أمهات المؤمنين بالحجاب؟ فأنزل الله آية الحجاب. وكان وقت نزولها في صبيحة عرس رسول الله صلى الله عليه وسلم بزينب بنت جحش، التي تولى الله تعالى تزويجها بنفسه، وكان ذلك في ذي القعدة من السنة الخامسة، في قول قتادة والواقدي وغيرهما، قال ابن حجر العسقلاني. «أَيِ الْآيَةُ الَّتِي نَزَلَتْ فِي أَمْرِ نِسَاءِ النَّبِيِّ صَلَّى اللَّهُ عَلَيْهِ وَسَلَّمَ بِالِاحْتِجَابِ مِنَ الرِّجَالِ وَقَدْ ذَكَرَ [البخاري] فِيهِ حَدِيثَ أَنَسٍ مِنْ وَجْهَيْنِ عَنْهُ وَتَقَدَّمَ شَرْحُهُ مُسْتَوْفًى فِي سُورَةِ الْأَحْزَابِ وَقَوْلُهُ فِي آخِرِهِ فَأَنْزَلَ اللَّهِ تَعَالَى يَا أَيُّهَا الَّذِينَ آمَنُوا لَا تَدْخُلُوا بُيُوتَ النَّبِي الْآيَةَ كَذَا اتَّفَقَ عَلَيْهِ الرُّوَاةُ عَنْ مُعْتَمِرِ بْنِ سُلَيْمَانَ وَخَالَفَهُمْ عَمْرُو بْنُ عَلِيٍّ الْفَلَّاسُ عَنْ مُعْتَمِرٍ فَقَالَ فَأُنْزِلَتْ لَا تَدْخُلُوا بُيُوتًا غَيْرَ بُيُوتِكُمْ حَتَّى تَسْتَأْنِسُوا أَخْرَجَهُ الْإِسْمَاعِيلِيُّ وَأَشَارَ إِلَى شُذُوذِهِ فَقَالَ جَاءَ بِآيَةٍ غَيْرِ الْآيَةِ الَّتِي ذَكَرَهَا الْجَمَاعَةُ قَوْلُهُ فِي أول الطَّرِيق الأول».

## في كتب التفسير
- ابن كثير:

ذكر ابن كثير في تفسيره آية "يَا أَيُّهَا الَّذِينَ آمَنُوا لَا تَدْخُلُوا بُيُوتَ النَّبِيِّ إِلَّا أَن يُؤْذَنَ لَكُمْ إِلَىٰ طَعَامٍ غَيْرَ نَاظِرِينَ إِنَاهُ وَلَٰكِنْ إِذَا دُعِيتُمْ فَادْخُلُوا فَإِذَا طَعِمْتُمْ فَانتَشِرُوا وَلَا مُسْتَأْنِسِينَ لِحَدِيثٍ ۚ إِنَّ ذَٰلِكُمْ كَانَ يُؤْذِي النَّبِيَّ فَيَسْتَحْيِي مِنكُمْ ۖ وَاللَّهُ لَا يَسْتَحْيِي مِنَ الْحَقِّ ۚ وَإِذَا سَأَلْتُمُوهُنَّ مَتَاعًا فَاسْأَلُوهُنَّ مِن وَرَاءِ حِجَابٍ ۚ ذَٰلِكُمْ أَطْهَرُ لِقُلُوبِكُمْ وَقُلُوبِهِنَّ ۚ وَمَا كَانَ لَكُمْ أَن تُؤْذُوا رَسُولَ اللَّهِ وَلَا أَن تَنكِحُوا أَزْوَاجَهُ مِن بَعْدِهِ أَبَدًا ۚ إِنَّ ذَٰلِكُمْ كَانَ عِندَ اللَّهِ عَظِيمًا"، وقال "هذه آية الحجاب وفيها أحكام وآداب شرعية، وهي مما وافق تنزيلها قول عمر بن الخطاب رضي الله عنه، كما ثبت في الصحيحين عنه أنه قال: وافقت ربي في ثلاث قلت: يا رسول الله لو اتخذت من مقام إبراهيم مصلى، فأنزل الله تعالى: {وَاتَّخِذُوا مِن مَّقَامِ إِبْرَاهِيمَ مُصَلًّى} [سورة البقرة: 125]، وقلت: "يا رسول الله إن نساءك يدخل عليهن البر والفاجر، فلو حجبتهن، فأنزل الله آية الحجاب، وقلت لأزواج النبي صلى الله عليه وسلم لما تمالأن عليه في الغيرة: عسى ربه إن طلقكن أن يبدله أزواجا خيرا منكن، فنزلت كذلك". ثم قال تعالى: (وإذا سألتموهن متاعا فاسألوهن من وراء حجاب) أي: وكما نهيتكم عن الدخول عليهن، كذلك لا تنظروا إليهن بالكلية، ولو كان لأحدكم حاجة يريد تناولها منهن فلا ينظر إليهن، ولا يسألهن حاجة إلا من وراء حجاب.
- ابن عاشور:

﴿وإذا سَألْتُمُوهُنَّ مَتاعًا فَسْألُوهُنَّ مِن وراءِ حِجابٍ ذَلِكم أطْهَرُ لِقُلُوبِكم وقُلُوبِهِنَّ﴾ عَطْفٌ عَلى جُمْلَةِ ﴿لا تَدْخُلُوا بُيُوتَ النَّبِيِّ﴾ فَهي زِيادَةُ بَيانٍ لِلنَّهْيِ عَنْ دُخُولِ البُيُوتِ النَّبَوِيَّةِ وتَحْدِيدٌ لِمِقْدارِ الضَّرُورَةِ الَّتِي تَدْعُو إلى دُخُولِها أوِ الوُقُوفِ بِأبْوابِها. وهَذِهِ الآيَةُ هي شارِعَةُ حُكْمِ حِجابِ أُمَّهاتِ المُؤْمِنِينَ، وقَدْ قِيلَ: إنَّها نَزَلَتْ في ذِي القَعْدَةِ سَنَةَ خَمْسٍ. وضَمِيرُ سَألْتُمُوهُنَّ عائِدٌ إلى الأزْواجِ المَفْهُومِ مَن ذِكْرِ البُيُوتِ في قَوْلِهِ بِيُوتَ النَّبِيءِ فَإنَّ لِلْبُيُوتِ رَبّاتَهُنَّ وزَوْجُ الرَّجُلِ هي رَبَّةُ البَيْتِ، قالَ مُرَّةُ بْنُ مَحْكانِ التَّمِيمِيُّ:
يا رَبَّةَ البَيْتِ قُومِي غَيْرَ صاغِرَةٍ ضُمِّي إلَيْكِ رِجالَ الحَيِّ والغُرْبا، وقَدْ كانُوا لا يَبْنِي الرَّجُلُ بَيْتًا إلّا إذا أرادَ التَّزَوُّجَ. وفي حَدِيثِ ابْنِ عُمَرَ: «كُنْتُ عَزَبًا أبَيْتُ في المَسْجِدِ». ومِن أجْلِ ذَلِكَ سَمَّوُ الزِّفافَ بِناءً. فَلا جَرَمَ كانَتِ المَرْأةُ والبَيْتُ مُتَلازِمَيْنِ فَدَلَّتِ البُيُوتُ عَلى الأزْواجِ بِالِالتِزامِ. ونَظِيرُ هَذا قَوْلُهُ تَعالى ﴿وفُرُشٍ مَرْفُوعَةٍ﴾ [الواقعة: ٣٤] ﴿إنّا أنْشَأْناهُنَّ إنْشاءً﴾ [الواقعة: ٣٥] ﴿فَجَعَلْناهُنَّ أبْكارًا﴾ [الواقعة: ٣٦] ﴿عُرُبًا أتْرابًا﴾ [الواقعة: ٣٧] ﴿لِأصْحابِ اليَمِينِ﴾ [الواقعة: ٣٨] فَإنَّ ذِكْرَ الفُرُشِ يَسْتَلْزِمُ أنَّ لِلْفِراشِ امْرَأةً، فَلَمّا ذَكَرَ البُيُوتَ هُنا تَبادَرَ أنَّ لِلْبُيُوتِ رَبّاتٍ. والمَتاعُ: ما يُحْتاجُ إلى الِانْتِفاعِ بِهِ مِثْلَ عارِيَةِ الأوانِي ونَحْوِها، ومِثْلَ سُؤالِ العُفاةِ ويَلْحَقُ بِذَلِكَ ما هو أوْلى بِالحُكْمِ مِن سُؤالٍ عَنِ الدِّينِ أوْ عَنِ القُرْآنِ، وقَدْ كانُوا يَسْألُونَ عائِشَةَ عَنْ مَسائِلِ الدِّينِ. والحِجابُ: السِّتْرُ المُرَخى عَلى بابِ البَيْتِ. وكانَتِ السُّتُورُ مُرَخاةً عَلى أبْوابِ بُيُوتِ النَّبِيِّ صلى الله عليه وسلم الشّارِعَةِ إلى المَسْجِدِ. وقَدْ ورَدَ ما يُبَيِّنُ ذَلِكَ في حَدِيثِ الوَفاةِ حِينَ «خَرَجَ النَّبِيُّ صلى الله عليه وسلم عَلى النّاسِ وهم في الصَّلاةِ فَكَشَفَ السِّتْرَ ثُمَّ أرْخى السِّتْرَ». ومِن وراءِ حِجابٍ مُتَعَلِّقٌ بِـ (فاسْألُوهُنَّ) فَهو قَيْدٌ في السّائِلِ والمَسْئُولِ المُتَعَلِّقِ ضَمِيراهُما بِالفِعْلِ الَّذِي تَعَلَّقَ بِهِ المَجْرُورُ. و (مِن) ابْتِدائِيَّةٌ. والوَراءُ: مَكانُ الخَلْفِ وهو مَكانٌ نِسْبِيٌّ بِاعْتِبارِ المُتَّجِهِ إلى جِهَةٍ، فَوَراءَ الحِجابِ بِالنِّسْبَةِ لِلْمُتَّجِهِينَ إلَيْهِ فالمَسْئُولَةُ مُسْتَقْبِلَةٌ حِجابَها والسّائِلُ مِن وراءِ حِجابِها والعَكْسُ. والإشارَةُ بِـ (ذَلِكم) إلى المَذْكُورِ، أيِ السُّؤالُ المُقَيَّدُ بِكَوْنِهِ مِن وراءِ حِجابٍ. واسْمُ التَّفْضِيلِ في قَوْلِهِ (أطْهَرُ) مُسْتَعْمَلٌ لِلزِّيادَةِ دُونَ التَّفْضِيلِ. والمَعْنى: ذَلِكَ أقْوى طَهارَةً لِقُلُوبِكم وقُلُوبِهِنَّ فَإنَّ قُلُوبَ الفَرِيقَيْنِ طاهِرَةٌ بِالتَّقْوى وتَعْظِيمِ حُرُماتِ اللَّهِ وحُرْمَةِ النَّبِيِّ صلى الله عليه وسلم ولَكِنْ لَمّا كانَتِ التَّقْوى لا تَصِلُ بِهِمْ إلى دَرَجَةِ العِصْمَةِ أرادَ اللَّهُ أنْ يَزِيدَهم مِنها بِما يُكْسِبُ المُؤْمِنِينَ مَراتِبَ مِنَ الحِفْظِ الإلَهِيِّ مِنَ الخَواطِرِ الشَّيْطانِيَّةِ بِقَطْعِ أضْعَفِ أسْبابِها وما يُقَرِّبُ أُمَّهاتِ المُؤْمِنِينَ مِن مَرْتَبَةِ العِصْمَةِ الثّابِتَةِ لِزَوْجِهِنَّ صلى الله عليه وسلم فَإنَّ الطَّيِّباتِ لِلطَّيِّبِينَ بِقَطْعِ الخَواطِرِ الشَّيْطانِيَّةِ بِقَطْعِ دابِرِها ولَوْ بِالفَرْضِ. وأيْضًا فَإنَّ لِلنّاسِ أوْهامًا وظُنُونًا سُوأى تَتَفاوَتُ مَراتِبُ نُفُوسِ النّاسِ فِيها صَرامَةً، ووَهْنًا، ووِفاقًا وضَعْفًا، كَما وقَعَ في قَضِيَّةِ الإفْكِ المُتَقَدِّمَةِ في سُورَةِ النُّورِ فَكانَ شَرْعُ حِجابِ أُمَّهاتِ المُؤْمِنِينَ قاطِعًا لِكُلِّ تَقَوُّلٍ وإرْجافٍ أوْ بِغَيْرِ عَمْدٍ. ووَراءَ هَذِهِ الحِكَمِ كُلِّها حِكْمَةٌ أُخْرى سامِيَةٌ وهي زِيادَةُ تَقْرِيرِ أُمُومَتِهِنَّ لِلْمُؤْمِنِينَ في قُلُوبِ المُؤْمِنِينَ الَّتِي هي أُمُومَةٌ جَعْلِيَّةٌ شَرْعِيَّةٌ. بِحَيْثُ إنَّ ذَلِكَ المَعْنى الجَعْلِيَّ الرُّوحِيَّ وهو كَوْنُهُنَّ أُمَّهُاتِ المُؤْمِنِينَ يَرْتَدُّ ويَنْعَكِسُ إلى باطِنِ النَّفْسِ وتَنْقَطِعُ عَنْهُ الصُّوَرُ الذّاتِيَّةُ وهَيَ كُونُهُنَّ فُلانَةً أوْ فُلانَةً فَيُصْبِحْنَ غَيْرَ مُتَصَوِّراتٍ إلّا بِعُنْوانِ الأُمُومَةِ فَلا يَزالُ ذَلِكَ المَعْنى الرُّوحِيُّ يُنْمِي في النُّفُوسِ، ولا تَزالُ الصُّورَةُ الحِسِّيَّةُ تَتَضاءَلُ مِنَ القُوَّةِ المُدْرَكَةِ حَتّى يُصْبِحَ مَعْنى أُمَّهاتِ المُؤْمِنِينَ مَعْنًى قَرِيبًا في النُّفُوسِ مِن حَقائِقِ المُجَرَّداتِ كالمَلائِكَةِ، وهَذِهِ حِكْمَةٌ مِن حِكَمِ الحِجابِ الَّذِي سَنَّهُ النّاسُ لِمُلُوكِهِمْ في القِدَمِ لِيَكُونَ ذَلِكَ أدْخَلَ لِطاعَتِهِمْ في نُفُوسِ الرَّعِيَّةِ. وبِهَذِهِ الآيَةِ مَعَ الآيَةِ الَّتِي تَتَقَدَّمُها مِن قَوْلِهِ يا نِساءَ النَّبِيِّ لَسْتُنَّ كَأحَدٍ مِنَ النِّساءِ تَحَقَّقَ مَعْنى الحِجابِ لِأُمَّهاتِ المُؤْمِنِينَ المُرَكَّبِ مِن مُلازَمَتِهِنَّ بُيُوتَهُنَّ وعَدَمِ ظُهُورِ شَيْءٍ مِن ذَواتِهِنَّ حَتّى الوَجْهِ والكَفَّيْنِ، وهو حِجابٌ خاصٌّ بِهِنَّ لا يَجِبُ عَلى غَيْرِهِنَّ، وكانَ المُسْلِمُونَ يَقْتَدُونَ بِأُمَّهاتِ المُؤْمِنِينَ ورَعًا وهم مُتَفاوِتُونَ في ذَلِكَ عَلى حَسَبِ العاداتِ، ولَمّا أنْشَدَ النُّمَيْرِيُّ عِنْدَ الحَجّاجِ قَوْلَهُ:
يُخَمِّرْنَ أطْرافَ البَنانِ مِنَ التُّقى ∗∗∗ ويَخْرُجْنَ جُنْحَ اللَّيْلِ مُعْتَجِراتٍ
قالَ الحَجّاجُ: وهَكَذا المَرْأةُ الحُرَّةُ المُسْلِمَةُ. ودَلَّ قَوْلُهُ لِقُلُوبِكم وقُلُوبِهِنَّ أنَّ الأمْرَ مُتَوَجِّهٌ لِرِجالِ الأُمَّةِ ولِنِساءِ النَّبِيِّ صلى الله عليه وسلم عَلى السَّواءِ. وقَدْ أُلْحِقَ بِأزْواجِ النَّبِيِّ - عَلَيْهِ السَّلامُ بِنْتُهُ فاطِمَةُ فَلِذَلِكَ لَمّا خَرَجُوا بِجِنازَتِها جَعَلُوا عَلَيْها قُبَّةً حَتّى دُفِنَتْ، وكَذَلِكَ قُبَّةٌ عَلى زَيْنَبَ بِنْتِ جَحْشٍ في خِلافَةِ عُمَرَ بْنِ الخَطّابِ.

## وصلات خارجية
- تفاسير آية الحجاب.